# Notholaena goyazensis
Notholaena goyazensis är en kantbräkenväxtart som beskrevs av Paul Hermann Wilhelm Taubert. Notholaena goyazensis ingår i släktet Notholaena och familjen Pteridaceae. Inga underarter finns listade.